# Зікеєво (Гагарінський район)
Зікеєво (рос. Зикеево) — присілок Гагарінського району Смоленської області Росії. Входить до складу Гагарінського сільського поселення.
Населення — 12 осіб (2007 рік). 